# Circuit of Ireland Rally 1971
Circuit of Ireland Rally 1971 (33. Gallaher Circuit of Ireland) – 33. edycja rajdu samochodowego Circuit of Ireland Rally rozgrywanego w Wielkiej Brytanii. Rozgrywany był od 9 do 13 kwietnia 1971 roku. Była to piata runda Rajdowych Mistrzostw Europy w roku 1971 oraz druga runda Rajdowych mistrzostw Wielkiej Brytanii.

## Klasyfikacja rajdu
| Miejsce                                                    | Kierowca                                                   | Pilot                                                      | Samochód                                                   | Czas                                                       | Strata                                                     |                                                            |
| Klasyfikacja generalna, ERC i mistrzostw Wielkiej Brytanii | Klasyfikacja generalna, ERC i mistrzostw Wielkiej Brytanii | Klasyfikacja generalna, ERC i mistrzostw Wielkiej Brytanii | Klasyfikacja generalna, ERC i mistrzostw Wielkiej Brytanii | Klasyfikacja generalna, ERC i mistrzostw Wielkiej Brytanii | Klasyfikacja generalna, ERC i mistrzostw Wielkiej Brytanii | Klasyfikacja generalna, ERC i mistrzostw Wielkiej Brytanii |
| ---------------------------------------------------------- | ---------------------------------------------------------- | ---------------------------------------------------------- | ---------------------------------------------------------- | ---------------------------------------------------------- | ---------------------------------------------------------- | ---------------------------------------------------------- |
| 1.                                                         | Adrian Boyd                                                | Beatty Crawford                                            | Ford Escort Twin Cam                                       | 1:28:29                                                    | 0.0                                                        |                                                            |
| 2.                                                         | Chris Sclater                                              | Martin Holmes                                              | Ford Escort RS 1600 MKI                                    | 1:37:37                                                    | +9:08                                                      |                                                            |
| 3.                                                         | Billy Coleman                                              | Dan O'Sullivan                                             | Ford Escort Twin Cam                                       | 1:37:59                                                    | +9:30                                                      |                                                            |
| 4.                                                         | Will Sparrow                                               | Nigel Raeburn                                              | Austin Mini Cooper S 1275                                  | 1:48:52                                                    | +20:23                                                     |                                                            |
| 5.                                                         | Barry Lee                                                  | John Coles                                                 | Ford Escort Twin Cam                                       | 1:49:55                                                    | +21:26                                                     |                                                            |
| 6.                                                         | Lasse Jönsson                                              | Alf Qvist                                                  | Saab 96 V4                                                 | 1:59:47                                                    | +31:18                                                     |                                                            |
| 7.                                                         | Noel Smith                                                 | Des Flanagan                                               | BMC Mini Cooper S                                          | 2:02:55                                                    | +34:26                                                     |                                                            |
| 8.                                                         | Cecil Vard                                                 | Paul Phelan                                                | Porsche 911 S                                              | 2:05:42                                                    | +37:13                                                     |                                                            |
| 9.                                                         | Mervyn Johnston                                            | Harry Johnston                                             | BMC Mini Cooper S                                          | 2:07:52                                                    | +39:23                                                     |                                                            |
| 10.                                                        | Greg O'Gorman                                              | Leo White                                                  | Ford Escort Twin Cam                                       | 2:08:25                                                    | +39:56                                                     |                                                            |